# 2022年太平洋颱風季
| 太平洋颱風季             |
| 主題頁 - 專題 - 編輯指南 |

2022年太平洋颱風季泛指於2022年全年內的任何時間，於赤道以北及國際換日線以西的太平洋水域，以及南中國海所產生的熱帶氣旋。雖然沒有指定的形成時間，但大部份於西北太平洋的熱帶氣旋通常皆會於5月至12月期間形成。
本條目的範圍僅局限於赤道以北及國際換日線以西的太平洋及南海水域的颱風。於赤道以北及國際換日線以東的太平洋水域產生的風暴則被稱為颶風，並被列入2022年太平洋颶風季。於西北太平洋產生的熱帶風暴是由日本氣象廳所命名（即國際名稱），國際編號為22xx，而美國聯合颱風警報中心則將於此地區的熱帶低氣壓之編號以W字母作結。凡進入或產生於菲律賓風暴責任範圍以內的熱帶低氣壓，菲律賓大氣地球物理和天文服務管理局均會給予當地名稱，作當地警報用途，因此可能會有兩個不同的英文名稱（官方以國際名稱為準）；风暴的中文名字现时由中国气象局、香港天文台、澳門地球物理氣象局和交通部中央氣象署协商确定，2020年代前中國大陸、香港澳門與臺灣採用的中文譯名可能不同。以下各熱帶氣旋資訊以熱帶氣旋存在期間的巔峰形態為準。更多關於西太平洋的颱風，請參見太平洋颱風季。

## 風季預測

### 海南
根據海南省氣象局的預測，2022年汛期影響海南島的熱帶氣旋活動較活躍，影響和登陸個數較接近常年，影響和登陸強度總體接近常年，但期間可能會出現個別較強颱風影響。熱帶氣旋災害總體接近常年。

### 深圳
深圳市氣象台預計，在雙拉尼娜背景下，2022年深圳受颱風影響开始偏早，结束偏晚，程度偏重，有5-7個颱風進入深圳500公里範圍内，其中有3-4個會造成影響，最强可达强台风级。

### 香港
香港天文台預計今年有機會於6月或之前踏入風季，10月或之後風季結束。今年或有5至8個熱帶氣旋進入香港500公里範圍內，屬正常至偏多。

### 澳門
澳門地球物理暨氣象局預計在全球暖化的大趨勢下，氣象局預測今年約有5至8個熱帶氣旋影響澳門，數量屬於正常至偏多，其中可能有強颱風或以上級別，預料風季將在六月中旬或之前開始，較氣候平均偏早。

### 臺灣
交通部中央氣象局在6月28日公布颱風季展望，預估今年6至12月颱風生成數為正常，侵台颱風數在正常範圍內約3到4個。

## 已被國際命名的熱帶氣旋

### 颱風馬勒卡（Malakas）
PAGASA：Basyang
4月3日，一個熱帶擾動在馬紹爾群島西方海域生成，美國海軍研究實驗室給予擾動編號95W。下午2時，聯合颱風警報中心將其評級提升為「中」。
4月4日下午2時，聯合颱風警報中心將其評級降為「低」。
4月6日上午8時，日本氣象廳將其升格為熱帶低氣壓。下午2時，日本氣象廳對其發布烈風警報。同時，台灣中央氣象局將其升格為熱帶性低氣壓，給予編號TD02；聯合颱風警報中心再次將其評級提升為「中」。晚上11時，聯合颱風警報中心將其評級提升為「高」，並對其發布熱帶氣旋形成警報。
4月7日上午8時，聯合颱風警報中心將其升格為熱帶性低氣壓，給予熱帶氣旋編號02W。
4月8日凌晨2時，聯合颱風警報中心率先將其升格為熱帶風暴。上午8時，日本氣象廳將其升格為熱帶風暴，給予國際編號2201，並命名「馬勒卡」。同時，台灣中央氣象局和香港天文台分別將其升格為輕度颱風和熱帶風暴。
4月10日晚上8時，日本氣象廳和香港天文台將其升格為強烈熱帶風暴。
4月11日晚上8時，聯合颱風警報中心將其升格為颱風。
4月12日上午8時，日本氣象廳將其升格為颱風。同時，台灣中央氣象局將其升格為中度颱風。上午11時，香港天文台將其升格為颱風。晚間8時，香港天文台將其升格為強颱風。
4月15日晚上8時，日本氣象廳將其降格為強烈熱帶風暴。
4月16日凌晨2時，日本氣象廳表示馬勒卡轉化為溫帶氣旋。
4月20日上午8時，日本氣象廳在天氣圖上移除該系統。
香港天文台在四月的熱帶氣旋報告中，把馬勒卡巔峰強度上調至185公里每小時，並將其補升格為超強颱風。

#### 事後調整
聯合颱風警報中心在2023年9月1日發布的最佳路徑中，將其巔峰風速下調至105節（每小時195公里）。

### 熱帶風暴鮎魚（Megi）
PAGASA：Agaton
3月31日，一個熱帶擾動在莫特洛克群島東北方海域生成，美國海軍研究實驗室給予擾動編號94W。
4月9日凌晨2時，日本氣象廳將其升格為熱帶低氣壓。上午8時，日本氣象廳對其發布烈風警報。上午10時，聯合颱風警報中心將其評級提升為「高」，並對其發布熱帶氣旋形成警報，並於發布不久後將其升格為熱帶性低氣壓，給予熱帶氣旋編號03W；台灣中央氣象局將其升格為熱帶性低氣壓，給予編號TD03。下午2時，香港天文台將其升格為熱帶低氣壓。
4月10日上午5時，菲律賓大氣地球物理和天文服務管理局率先將其升格為熱帶風暴。上午8時，日本氣象廳將其升格為熱帶風暴，給予國際編號2202，並命名「鮎魚」。同時，台灣中央氣象局將其升格為輕度颱風。下午2時，香港天文台將其升格為熱帶風暴。
4月11日凌晨2時，聯合颱風警報中心將其降格為熱帶性低氣壓。下午5時，聯合颱風警報中心對其發出最後警告。晚上8時，香港天文台將其降格為熱帶低氣壓。
4月12日凌晨2時，聯合颱風警報中心將其降格為低壓區。下午2時，日本氣象廳和澳門氣象局將其降格為熱帶低氣壓，其環流逐漸被颱風馬勒卡吞併。晚上8時，香港天文台和台灣中央氣象局將其降格為低壓區。
4月13日下午2時，日本氣象廳認為其已併入馬勒卡的環流中。

### 颱風暹芭（Chaba）
PAGASA：Caloy
6月26日，一個熱帶擾動在菲律賓東方海域生成，美國海軍研究實驗室給予擾動編號97W。
6月28日晚上8時，日本氣象廳將其升格為熱帶低氣壓。
6月29日上午8時，日本氣象廳對其發布烈風警報。同時，台灣中央氣象局將其升格為熱帶性低氣壓，給予編號TD04；中國國家氣象局亦將其升格為熱帶低氣壓。下午12時20分，澳門地球物理暨氣象局亦跟隨將其升格為熱帶低氣壓。下午12時30分，香港天文台也跟隨將其升格為熱帶低氣壓。
6月30日上午8時，日本氣象廳將其升格為熱帶風暴，給予國際編號2203，並命名「暹芭」；同時，台灣中央氣象局將其升格為輕度颱風。上午11時，聯合颱風警報中心也跟隨將其升格為熱帶風暴。
7月1日凌晨2時，澳門地球物理暨氣象局和香港天文台將其升格為強烈熱帶風暴。同時，日本氣象廳將其升格為強烈熱帶風暴。
7月2日凌晨2時，聯合颱風警報中心率先將其升格為颱風。上午8時，中國國家氣象局將其升格為颱風；日本氣象廳將其升格為颱風。上午8時45分，香港天文台亦將其升格為颱風。上午9時，澳門地球物理暨氣象局亦將其升格為颱風。下午2時，台灣中央氣象局將其升格為中度颱風。下午3時，廣州市氣象台表示暹芭在廣東省茂名市電白區沿海登陸，登陸時中心附近最大風力35 m/s（130 km/h）。晚間8時，日本氣象廳將其降格為強烈熱帶風暴。同時，聯合颱風警報中心將其降格為熱帶風暴；台灣中央氣象局將其降格為輕度颱風。晚上11時，聯合颱風警報中心對芙蓉發出最後警告。
7月3日凌晨2時，日本氣象廳將其降格為熱帶風暴。下午2時，日本氣象廳和台灣中央氣象局將其降格為熱帶性低氣壓。
上午2時，香港天文台將其降格為熱帶風暴。下午5時，香港天文台將其降格為熱帶低氣壓。晚上8時，香港天文台將其降格為低壓區。
7月8日上午8時，日本氣象廳在天氣圖上移除該系統。

### 熱帶風暴艾利（Aere）
PAGASA：Domeng
6月27日，一個熱帶擾動在日本嘉手納町東南方海域生成，美國海軍研究實驗室給予擾動編號98W。
6月30日上午8時，台灣中央氣象局將其升格為熱帶性低氣壓，給予編號TD05。上午11時30分，聯合颱風警報中心將其評級提升為「中」。下午2時，聯合颱風警報中心將其評級提升為「高」，並對其發布熱帶氣旋形成警報。晚間8時，日本氣象廳將其升格為熱帶低氣壓。同時，聯合颱風警報中心將其升格為熱帶性低氣壓，給予熱帶氣旋編號05W。
7月1日凌晨2時，日本氣象廳對其發布烈風警報。上午8時，日本氣象廳將其升格為熱帶風暴，給予國際編號2204，並命名「艾利」。同時，台灣中央氣象局將其升格為輕度颱風；聯合颱風警報中心亦將其升格為熱帶風暴。
7月2日晚上10時，艾利登陸沖繩名護市。
7月3日下午2時，聯合颱風警報中心將其降格為熱帶性低氣壓。
7月5日上午6時，日本氣象廳表示艾利在日本長崎市沿海登陸。上午8時，日本氣象廳表示艾利轉化為溫帶氣旋。
7月7日凌晨2時，聯合颱風警報中心將其復編為副熱帶風暴。上午5時，聯合颱風警報中心對其發出最後警告。
7月8日上午8時，聯合颱風警報中心將其評為副熱帶低氣壓。

### 熱帶風暴桑達（Songda）
7月26日，一個熱帶擾動在羅塔島東南東方海域生成，美國海軍研究實驗室給予擾動編號93W。晚上8時，日本氣象廳將其升格為熱帶低氣壓，並對其發布烈風警報。同時，台灣中央氣象局將其升格為熱帶性低氣壓，給予編號TD07。晚上10時，聯合颱風警報中心將其評級提升為「中」。
7月27日上午5時，聯合颱風警報中心將其評級提升為「高」，並對其發布熱帶氣旋形成警報。上午11時，香港天文台將其升格為熱帶低氣壓。
7月28日晚上8時，日本氣象廳將其升格為熱帶風暴，給予國際編號2205，並命名「桑達」。同時，台灣中央氣象局將其升格為輕度颱風。
7月29日凌晨2時，澳門地球物理暨氣象局將其升格為熱帶風暴。上午8時，聯合颱風警報中心將其升格為熱帶性低氣壓，給予熱帶氣旋編號06W。
8月1日凌晨2時，日本氣象廳及台灣中央氣象局將其降格為熱帶低氣壓。上午10時，聯合颱風警報中心對其發出最後警告。下午2時，日本氣象廳判定其已轉為低氣壓。晚上8時，日本氣象廳認為其已消散。
香港天文台在8月31日發布的熱帶氣旋報告中，將桑達補升為熱帶風暴，風速為每小時65公里。

### 熱帶風暴翠絲（Trases）
PAGASA：Ester
7月29日，一個熱帶擾動在琉球群島東南方海域生成，美國海軍研究實驗室給予擾動編號95W。上午8時，日本氣象廳將其升格為熱帶低氣壓。
7月30日上午8時，日本氣象廳對其發布烈風警報。
7月31日上午11時，香港天文台將其升格為熱帶性低氣壓。下午2時，聯合颱風警報中心將其評級提升為「中」。同時，日本氣象廳將其升格為熱帶風暴，給予國際編號2206，並命名「翠絲」；台灣中央氣象局將其升格為輕度颱風；澳門地球物理暨氣象局將其升格為熱帶低氣壓。晚上8時，澳門地球物理暨氣象局將其升格為熱帶風暴。晚上11時，香港天文台將其升格為熱帶風暴 。
8月1日凌晨12時30分，聯合颱風警報中心將其評級提升為「高」，並對其發布熱帶氣旋形成警報。上午8時，聯合颱風警報中心將其升格為熱帶性低氣壓，給予熱帶氣旋編號07W。
8月1日下午4時，聯合颱風警報中心對其發出最後警告。晚上8時，日本氣象廳將其降格為熱帶低氣壓，香港天文台亦將其降格為熱帶低氣壓。
8月2日下午2時，日本氣象廳認為其已消散。
聯合颱風警報中心在2023年9月1日發布的最佳路徑中，將其巔峰上調至35節（每小時65公里）。

### 熱帶風暴木蘭（Mulan）
8月4日，一個熱帶擾動在菲律賓薩馬島北北東方海域生成，美國海軍研究實驗室給予擾動編號97W。
8月6日上午9時，聯合颱風警報中心將其評級提升為「中」。
8月8日下午2時，日本氣象廳將其升格為熱帶低氣壓，並對其發布烈風警報。同時，台灣中央氣象局將其升格為熱帶性低氣壓，給予編號TD09；中國國家氣象局亦將其升格為熱帶低氣壓。下午5時，澳門地球物理暨氣象局將其升格為熱帶低氣壓。晚上9時，聯合颱風警報中心將其評級提升為「高」，並對其發布熱帶氣旋形成警報。
8月9日凌晨2時，香港天文台將其升格為熱帶低氣壓。上午8時，中國國家氣象局率先將其升格為熱帶風暴。上午11時，澳門地球物理暨氣象局跟隨中國國家氣象局將其升格為熱帶風暴。下午2時，日本氣象廳將其升格為熱帶風暴，給予國際編號2207，並命名「木蘭」。同時，台灣中央氣象局將其升格為輕度颱風；香港天文台亦將其升格為熱帶風暴。
8月10日上午10時50分左右，中國國家氣象局表示木蘭於廣東省徐聞縣沿海登陸。晚上9時，聯合颱風警報中心取消對其發布熱帶氣旋形成警報，並將其評級降為「中」。
8月11日凌晨4時30分左右，中央水文氣象預報中心表示木蘭於越南東北部沿海再次登陸。上午8時，日本氣象廳將其降格為熱帶低氣壓。晚上8時，日本氣象廳在天氣圖上移除該系統。

### 熱帶風暴米雷（Meari）
8月9日，一個熱帶擾動在帕哈羅斯岩島北北東方海域生成，美國海軍研究實驗室給予擾動編號90W。
8月10日凌晨1時，聯合颱風警報中心將其評級提升為「中」。上午8時，日本氣象廳將其升格為熱帶低氣壓，並對其發布烈風警報。同時，台灣中央氣象局將其升格為熱帶性低氣壓，給予編號TD10。下午2時，香港天文台將其升格為熱帶低氣壓。
8月11日下午2時，聯合颱風警報中心將其升格為熱帶低氣壓，給予熱帶氣旋編號09W。晚間8時，聯合颱風警報中心率先將其升格為熱帶風暴。
8月12日凌晨2時，日本氣象廳將其升格為熱帶風暴，給予國際編號2208，並命名「米雷」。同時，台灣中央氣象局將其升格為輕度颱風。
8月13日下午2時，聯合颱風警報中心將其降格為熱帶低氣壓。下午5時30分，日本氣象廳表示米雷於靜岡縣伊豆半島登陸。
8月14日凌晨2時，聯合颱風警報中心再度將其升格為熱帶風暴。凌晨4時，聯合颱風警報中心對其發出最後警告。下午2時，台灣中央氣象局表示米雷已轉化為溫帶氣旋。晚間8時，日本氣象廳亦表示其轉化為溫帶氣旋。
8月17日晚上8時，日本氣象廳在天氣圖上移除該系統。

### 強烈熱帶風暴馬鞍（Ma-on）
PAGASA：Florita
8月15日，一個熱帶擾動在波納佩島東北方海域生成，美國海軍研究實驗室給予擾動編號93W。
8月21日凌晨2時，日本氣象廳將其升格為熱帶低氣壓。上午8時，台灣中央氣象局將其升格為熱帶性低氣壓，給予編號TD11。上午9時，聯合颱風警報中心將其評級提升為「中」。上午11時，菲律賓大氣地球物理和天文服務管理局將其升格為熱帶低氣壓。下午2時，日本氣象廳對其發布烈風警報。下午3時，聯合颱風警報中心將其評級提升為「高」，並對其發佈熱帶氣旋形成警報。晚上8時，聯合颱風警報中心將其升格為熱帶低氣壓，給予熱帶氣旋編號10W。同時，香港天文台將其升格為熱帶低氣壓。
8月22日上午8時，聯合颱風警報中心率先將其升格為熱帶風暴。上午11時，日本氣象廳將其升格為熱帶風暴，給予國際編號2209，並命名「馬鞍」。同時，香港天文台及澳門地球物理暨氣象局亦將其升格為熱帶風暴。
8月23日凌晨2時，日本氣象廳將其升格為強烈熱帶風暴。上午8時，香港天文台和澳門氣象局將其升格為強烈熱帶風暴。上午10時30分左右，菲律賓大氣地球物理和天文管理局表示馬鞍於伊莎貝拉省的馬康納康附近登陸。
8月24日晚上8時，中國中央氣象台將其升格為颱風，晚上9時，澳門氣象局將其升格為颱風。
8月25日上午10時30分左右，廣州市氣象台表示馬鞍於廣東省茂名市電白區沿海登陸。下午2時，日本氣象廳將其降格為熱帶風暴。下午4時，聯合颱風警報中心對其發出最後警告；同時，香港天文台將其降格為熱帶風暴。晚上8時30分左右中國國家氣象局表示馬鞍於越南廣寧省沿海登陸。
8月26日上午8時，日本氣象廳將其降格為熱帶性低氣壓。下午4時45分，香港天文台將其降格為低壓區。晚上8時，日本氣象廳在天氣圖上移除該系統。
香港天文台在八月的熱帶氣旋報告中，把馬鞍巔峰強度上調至120公里每小時，並將其補升格為颱風。
聯合颱風警報中心在2023年9月1日發布的最佳路徑中，將其巔峰上調至65節（每小時120公里）。

### 颱風蝎虎（Tokage）
8月21日一個熱帶擾動在毛格群島東方海域生成，美國海軍研究實驗室給予擾動編號99W。下午2時，日本氣象廳將其升格為熱帶低氣壓。
8月22日凌晨2時，日本氣象廳對其發布烈風警報。同時，台灣中央氣象局將其升格為熱帶性低氣壓，給予編號TD12。上午11時，日本氣象廳將其升格為熱帶風暴，給予國際編號2210，並命名「蝎虎」。下午2時，聯合颱風警報中心直接將其升格為熱帶風暴，給予熱帶氣旋編號11W。
8月23日凌晨2時，日本氣象廳將其升格為強烈熱帶風暴。下午2時，聯合颱風警報中心和中國氣象局將其升格為颱風。晚間8時，日本氣象廳將其升格為颱風。同時，台灣中央氣象局將其升格為中度颱風。
8月25日下午2時，日本氣象廳將其降格為強烈熱帶風暴。同時，聯合颱風警報中心將其降格為熱帶風暴；台灣中央氣象局將其降格為輕度颱風。晚上10時，聯合颱風警報中心對其發出最後警告。
8月26日凌晨2時，日本氣象廳表示蝎虎轉化為溫帶氣旋。
8月27日晚上8時，日本氣象廳在天氣圖上移除該系統。
聯合颱風警報中心在2023年9月1日發布的最佳路徑中，將其巔峰下調至95節（每小時175公里）。

### 超強颱風軒嵐諾（Hinnamnor）
PAGASA：Henry
8月26日，一個熱帶擾動在南鳥島南南西方海域生成，美國海軍研究實驗室給予擾動編號90W。
8月28日上午8時，日本氣象廳將其升格為熱帶低氣壓，並對其發布烈風警報。同時，台灣中央氣象局將其升格為熱帶性低氣壓，給予編號TD13。上午11時，聯合颱風警報中心直接將其評級提升為「高」，並對其發布熱帶氣旋形成警報。下午2時，日本氣象廳將其升格為熱帶風暴，給予國際編號2211，並命名「軒嵐諾」。同時，聯合颱風警報中心將其升格為熱帶風暴，給予熱帶氣旋編號12W；台灣中央氣象局將其升格為輕度颱風。
8月29日凌晨2時，中國國家氣象中心率先將其升格為強熱帶風暴。上午8時，日本氣象廳將其升格為強烈熱帶風暴。下午2時，日本氣象廳、聯合颱風警報中心和中國國家氣象中心將其升格為颱風。同時，台灣中央氣象局將其升格為中度颱風；香港天文台在天氣圖上將其標示為颱風。晚上8時，中國國家氣象中心將其升格為強颱風。
8月30日凌晨2時，中國國家氣象中心將其升格為超強颱風。同時，香港天文台將其升格為強颱風。上午8時，香港天文台將其升格為超強颱風。下午2時，台灣中央氣象局將其升格為強烈颱風。
9月2日凌晨2時，中國國家氣象中心將其降格為強颱風。上午8時，台灣中央氣象局將其降格為中度颱風，同時香港天文台與澳門地球物理暨氣象局將其降格為強颱風。
9月4日上午8時，台灣中央氣象局再度將其升格為強烈颱風。下午2時，香港天文台再度將其升格為超強颱風。
9月5日下午2時，台灣中央氣象局再度將其降格為中度颱風。下午5時，香港天文台再度將其降格為強颱風。
9月6日凌晨2時，香港天文台將軒嵐諾降格為颱風。凌晨4時50分左右，韓國氣象廳表示軒嵐諾韓國東南部巨濟市附近登陸。晚間8時，日本氣象廳表示軒嵐諾轉化為溫帶氣旋。
9月9日上午8時，日本氣象廳在天氣圖上移除該系統。

#### 事後調整
聯合颱風警報中心在2023年9月1日發布的最佳路徑中，將其巔峰風速上調至145節（每小時270公里）。

### 颱風梅花（Muifa）
PAGASA：Inday
9月4日，一個熱帶擾動在硫磺島西南方海域生成，美國海軍研究實驗室給予擾動編號91W。
9月5日下午5時，日本氣象廳將其升格為熱帶低氣壓。9月5日晚上8時30分，聯合颱風警報中心將其評級提升為「中」。
9月6日上午11時30分，聯合颱風警報中心將其評級提升為「高」，並對其發布熱帶氣旋形成警報。下午2時，香港天文台將其升格為熱帶低氣壓。晚間8時，聯合颱風警報中心將其升格為熱帶低氣壓，給予熱帶氣旋編號14W。
9月7日上午8時，聯合颱風警報中心率先將其升格為熱帶風暴。同時，台灣中央氣象局將其升格為熱帶性低氣壓，給予編號TD15。下午2時，日本氣象廳對其發佈烈風警報。
9月8日上午8時，日本氣象廳將其升格為熱帶風暴，給予國際編號2212，並命名「梅花」。同時，台灣中央氣象局和香港天文台分別將其升格為輕度颱風和熱帶風暴。
9月9日凌晨2時，中國國家氣象中心率先將其升格為強熱帶風暴。上午8時，香港天文台將其升格為強烈熱帶風暴。晚間8時，日本氣象廳將其升格為強烈熱帶風暴。
9月10日凌晨2時，聯合颱風警報中心率先將其升格為颱風。上午8時，日本氣象廳將其升格為颱風。上午11時，中國國家氣象中心將其升格為颱風。中午12時，香港天文台將其升格為颱風。下午2時，台灣中央氣象局將其升格為中度颱風。同時，澳門地球物理暨氣象局將其升格為颱風。
9月11日凌晨2時，香港天文台和澳門地球物理暨氣象局將其升格為強颱風。凌晨3時，中國國家氣象局將其升格為強颱風。
9月12日下午2時，澳門地球物理暨氣象局將其降格為颱風。晚間8時，香港天文台將其降格為颱風。
9月14日上午11時，香港天文台再度將其升格為強颱風。下午2時，澳門地球物理暨氣象局再度將其升格為強颱風。晚間8時，香港天文台和澳門地球物理暨氣象局再度將其降格為颱風。晚間8時30分左右，中國國家氣象局表示梅花於浙江省舟山市普陀沿海登陸。
9月15日凌晨0時30分左右，中國國家氣象局表示梅花於上海市奉賢區沿海再度登陸。上午8時，台灣中央氣象局將其降格為輕度颱風。同時，聯合颱風警報中心將其降格為熱帶風暴。中午12時，中國國家氣象局將其降格為熱帶風暴。下午2時，日本氣象廳將其降格為熱帶風暴。
9月16日凌晨0時左右，中國國家氣象局表示梅花於山東省青島市嶗山區沿海第三次登陸。上午8時，日本氣象廳表示梅花轉化為溫帶氣旋。中午12時40分左右，中國國家氣象局表示梅花於遼寧省大連市金普新區第四次登陸。
9月17日下午2時，日本氣象廳在天氣圖上移除該系統。
聯合颱風警報中心在2023年9月1日發布的最佳路徑中，將其巔峰下調至110節（每小時205公里）。

### 颱風苗柏（Merbok）
9月9日，一個熱帶擾動在威克島西北方海域生成，美國海軍研究實驗室給予擾動編號93W。上午8時，日本氣象廳將其升格為熱帶低氣壓。下午2時，日本氣象廳將其降格為低壓區。
9月10日上午8時，聯合颱風警報中心將其評級提升為「中」。下午2時，日本氣象廳再度將其升格為熱帶低氣壓。
9月11日凌晨1時30分，聯合颱風警報中心將其評級提升為「高」，並對其發布熱帶氣旋形成警報。凌晨2時，聯合颱風警報中心將其升格為熱帶性低氣壓，給予熱帶氣旋編號15W。下午2時，日本氣象廳對其發布烈風警報，同時，台灣中央氣象局將其升格為熱帶性低氣壓，給予編號TD16。晚間8時，聯合颱風警報中心率先將其升格為熱帶風暴。
9月12日上午8時，日本氣象廳將其升格為熱帶風暴，給予國際編號2213，並命名「苗柏」。同時，台灣中央氣象局將其升格為輕度颱風。晚間8時，日本氣象廳將其升格為強烈熱帶風暴。
9月14日凌晨2時，日本氣象廳及聯合颱風警報中心將其升格為颱風。同時，台灣中央氣象局將其升格為中度颱風。
9月15日上午11时，联合台风警报中心对其发出最后警告。下午2时，日本气象厅表示苗柏转化为温带气旋。
9月21日，日本氣象廳在天氣圖上移除該系統。

### 超強颱風南瑪都（Nanmadol）
PAGASA：Josie
9月6日，一個熱帶擾動在硫磺島東南偏南方海域生成，美國海軍研究實驗室給予擾動編號92W。
9月9日上午11時，日本氣象廳將其升格為熱帶低氣壓。晚間8時，日本氣象廳將其降格為低壓區。
9月10日下午2時，日本氣象廳再度將其升格為熱帶低氣壓。
9月11日凌晨5時30分，聯合颱風警報中心將其評級提升為「中」。
9月12日凌晨3時，聯合颱風警報中心將其評級提升為「高」，並對其發布熱帶氣旋形成警報。下午2時，台灣中央氣象局將其升格為熱帶性低氣壓，給予編號TD17。
9月13日凌晨2時，日本氣象廳對其發布烈風警報。同時，聯合颱風警報中心將其升格為熱帶性低氣壓，給予熱帶氣旋編號16W。下午1時，香港天文台升格為熱帶低氣壓。
9月14日凌晨2時，日本氣象廳將其升格為熱帶風暴，給予國際編號2214，並命名「南瑪都」。同時，台灣中央氣象局將其升格為輕度颱風；聯合颱風警報中心、香港天文台亦將其升格為熱帶風暴。
9月15日凌晨2時，日本氣象廳將其升格為強烈熱帶風暴。同時，香港天文台亦將其升格為強烈熱帶風暴。下午2時，聯合颱風警報中心將其升格為颱風。同時，中國國家氣象中心將其升格為颱風。晚間8時，日本氣象廳將其升格為颱風。同時，香港天文台亦將其升格為颱風。
9月16日凌晨2時，台灣中央氣象局將其升格為中度颱風。上午8時，香港天文台将其升格為強颱風。下午2時，香港天文台更將其升格為超強颱風。
9月17日凌晨2時，台灣中央氣象局將其升格為強烈颱風。
9月18日上午8時，香港天文台將其降格為強颱風。同時，台灣中央氣象局將其降格為中度颱風。晚間7時左右，日本氣象廳表示南瑪都於鹿兒島縣鹿兒島市附近登陸。
9月19日凌晨2時，日本氣象廳表示南瑪都於福岡縣柳川市附近第二次登陸。上午8時，日本氣象廳將其降格為強烈熱帶風暴，同時，香港天文台將其降格為強烈熱帶風暴。下午2時台灣中央氣象局將其降格為中度颱風。下午4時30分左右，日本氣象廳表示南瑪都於島根縣出雲市附近第三次登陸，這是自統計開始以來颱風首次登陸島根縣。
9月20日凌晨4時左右，日本氣象廳表示南瑪都於新潟市附近第四次登陸。上午8時，日本氣象廳表示南瑪都轉化為溫帶氣旋。下午14時，日本氣象廳表示南瑪都已經併入冷鋒。
9月21日，日本氣象廳在天氣圖上移除該系統。

### 熱帶風暴塔拉斯（Talas）
9月20日，一個熱帶擾動在硫磺島西南方生成，美國海軍研究實驗室給予擾動編號94W。
9月21日凌晨2時，日本氣象廳將其升格為熱帶低氣壓。晚上8時，香港天文台將其升格為熱帶低氣壓。
9月22日凌晨2時，日本氣象廳對其發布烈風警報。同時，台灣中央氣象局將其升格為熱帶性低氣壓，給予編號TD18；聯合颱風警報中心將其升格為熱帶性低氣壓，給予熱帶氣旋編號17W。
9月23日上午8時，日本氣象廳將其升格為熱帶風暴，給予國際編號2215，並命名「塔拉斯」。同時，台灣中央氣象局將其升格為輕度颱風；香港天文台和聯合颱風警報中心將其升格為熱帶風暴。
9月24日上午8時，日本氣象廳表示塔拉斯轉化為溫帶氣旋。晚上8時，日本氣象廳在天氣圖上移除該系統。

### 超強颱風奧鹿（Noru）
PAGASA：Karding
9月21日，一個熱帶擾動在呂宋島以東生成，美國海軍研究實驗室給予擾動編號95W。
下午2時，日本氣象廳將其升格為熱帶低氣壓。
9月22日上午5時，聯合颱風警報中心將其評級提升為「高」，並對其發佈熱帶氣旋形成警報。上午8時，聯合颱風警報中心將其升格為熱帶性低氣壓，給予熱帶氣旋編號18W。下午2時，聯合颱風警報中心率先將其升格為熱帶風暴。同時，日本氣象廳對其發布烈風警報；台灣中央氣象局將其升格為熱帶性低氣壓，給予編號TD19。與此同時，香港天文台將其升格為熱帶低氣壓。
9月23日上午8時，香港天文台將其升格為熱帶風暴。下午2時，日本氣象廳將其升格為熱帶風暴，給予國際編號2216，並命名「奧鹿」。同時，台灣中央氣象局將其升格為輕度颱風。
9月24日上午8時，中國國家氣象局率先將其升格為強烈熱帶風暴，同時，日本氣象廳和香港天文台將其升格為強烈熱帶風暴，下午5時，日本氣象廳將其升格為颱風。晚間8時，香港天文台將其升格為颱風，同時，聯合颱風警報中心和中國國家氣象局將其升格為颱風；台灣中央氣象局將其升格為中度颱風。晚間11時，中國國家氣象局將其升格為強颱風，同時，香港天文台將其升格為強颱風，
9月25日凌晨2時，中國國家氣象局將其升格為超強颱風。同時，聯合颱風警報中心將其升格為超級颱風。凌晨5時，香港天文台將其升格為超強颱風。下午5時30分左右，菲律賓國家氣象局表示奧鹿於菲律賓奎松省布爾迪奧斯市附近登陸。晚間8時20分左右，菲律賓國家氣象局表示奧鹿於菲律賓奧羅拉省丁加蘭市附近再度登陸。同時，香港天文台將其降格為強颱風。晚間11時，中國國家氣象局將其降格為強颱風。
9月26日凌晨5時，香港天文台將其降格颱風。上午8時，中國國家氣象局將其降格為颱風。晚間9時，中國國家氣象局再度將其升格為強颱風。
9月27日凌晨2時，中國國家氣象局再度將其升格為超強颱風。同時，香港天文台再度將其升格為強颱風。上午8時，香港天文台再度將其升格為超強颱風。晚間8時，香港天文台再度將其降格為強颱風。晚間11時，中國國家氣象局再度將其降格為強颱風。
9月28日凌晨4時30分左右，越南中央水文氣象預報中心表示奧鹿於越南峴港附近沿海登陸。上午8時，中國國家氣象局將其降格為颱風。同時，日本氣象廳將其降格為強烈熱帶風暴；香港天文台將其降格颱風。上午10時，中國國家氣象局將其降格為強烈熱帶風暴。下午2時，中國國家氣象局將其降格為熱帶風暴。同時，日本氣象廳將其降格為熱帶風暴；台灣中央氣象局將其降格為輕度颱風；香港天文台將其降格為強烈熱帶風暴；聯合颱風警報中心將其降格為熱帶風暴。晚間8時，日本氣象廳將其降格為熱帶低氣壓，同時香港天文台降格為熱帶風暴。
9月29日凌晨2時，香港天文台降格為熱帶低氣壓。上午8時，香港天文台降格為低壓區。
下午2時，日本氣象廳在天氣圖移除該系統。

#### 事後調整
聯合颱風警報中心在2023年9月1日發布的最佳路徑中，將其巔峰風速上調至145節（每小時270公里）。

### 強烈熱帶風暴玫瑰（Kulap）
9月22日，一個熱帶擾動在關島東北方生成，美國海軍研究實驗室給予擾動編號96W。
9月25日下午2時，日本氣象廳將其升格為熱帶低氣壓，並對其發布烈風警報。同時，台灣中央氣象局將其升格為熱帶性低氣壓，給予編號TD20。
9月26日凌晨2時，聯合颱風警報中心將其升格為熱帶性低氣壓，給予熱帶氣旋編號19W。上午8時，日本氣象廳將其升格為熱帶風暴，給予國際編號2217，並命名「玫瑰」。同時，台灣中央氣象局將其升格為輕度颱風；中國國家氣象局和香港天文台以及聯合颱風警報中心將其升格為熱帶風暴。晚間8時，中國國家氣象局率先將其升格為強烈熱帶風暴。
9月27日凌晨2時，日本氣象廳將其升格為強烈熱帶風暴。下午2時，聯合颱風警報中心率先將其升格為颱風。
9月28日上午8時，香港天文台將其升格為強烈熱帶風暴。同時，中國國家氣象局將其升格為颱風。
9月29日下午2時，聯合颱風警報中心將其降格為熱帶風暴。同時，日本氣象廳表示玫瑰轉化為溫帶氣旋。
9月30日下午2時，日本氣象廳在天氣圖移除該系統。

#### 事後調整
香港天文台在11月20日發表的九月熱帶氣旋報告中，將玫瑰的巔峰強度上調至每小時110公里。
日本氣象廳在11月16日發表的事後報告中，將玫瑰的氣壓下調至965百帕。
聯合颱風警報中心在2023年9月1日發布的最佳路徑中，將其巔峰上調至75節（每小時140公里）。

### 颱風洛克（Roke）
PAGASA：Luis
9月26日，一個熱帶擾動在帛琉以北生成，美國海軍研究實驗室給予擾動編號97W。
9月28日凌晨2時，日本氣象廳將其升格為熱帶低氣壓。上午8時，日本氣象廳對其發布烈風警報。同時，台灣中央氣象局將其升格為熱帶性低氣壓，給予編號TD21。下午2時，聯合颱風警報中心將其升格為熱帶性低氣壓，給予熱帶氣旋編號20W。下午4時，香港天文台升格為熱帶低氣壓。晚間8時，香港天文台率先升格熱帶風暴。同時，中國國家氣象局和聯合颱風警報中心將其升格為熱帶風暴；日本氣象廳將其升格為熱帶風暴，給予國際編號2218，並命名「洛克」；台灣中央氣象局將其升格為輕度颱風。
9月29日下午2時，香港天文台升格為颱風。同時，日本氣象廳將其升格為強烈熱帶風暴；中國國家氣象局和聯合颱風警報中心將其升格為颱風。下午5時，中國國家氣象局將其升格為強颱風。晚間8時，日本氣象廳將其升格為颱風。同時，台灣中央氣象局將其升格為中度颱風。
9月30日凌晨2時，中國國家氣象局將其降格為颱風。下午2時，台灣中央氣象局將其降格為輕度颱風。同時，中國國家氣象局將其降格為強烈熱帶風暴。晚間8時，日本氣象廳將其降格為強烈熱帶風暴。同時，聯合颱風警報中心將其降格為熱帶風暴。
10月1日上午5時，中國國家氣象局將其降格為熱帶風暴。
10月2日凌晨2時，日本氣象廳表示洛克轉化為溫帶氣旋。
10月3日，日本氣象廳在天氣圖上移除該系統。

#### 事後調整
聯合颱風警報中心在2023年9月1日發布的最佳路徑中，將其巔峰上調至90節（每小時165公里）。

### 熱帶風暴桑卡（Sonca）
10月11日，一個熱帶擾動在菲律賓馬尼拉西南偏西方生成，美國海軍研究實驗室給予擾動編號90W。
10月13日上午8時，日本氣象廳將其升格為熱帶低氣壓，並直接對其發布烈風警報。同時，台灣中央氣象局將其升格為熱帶性低氣壓，給予編號TD22。下午4時，香港天文台將其升格為熱帶低氣壓。
10月14日上午8時，聯合颱風警報中心將其升格為熱帶低氣壓，給予熱帶氣旋編號22W。下午2時，日本氣象廳將其升格為熱帶風暴，給予國際編號2219，並命名「桑卡」。同時，台灣中央氣象局將其升格為輕度颱風；中國國家氣象局和香港天文台將其升格為熱帶風暴。晚間8時，聯合颱風警報中心將其升格為熱帶風暴。
10月15日凌晨3時左右，中央水文氣象預報中心表示桑卡於越南廣義省海防市沿海登陸。上午8時，日本氣象廳將其降格為熱帶低氣壓。晚間8時，日本氣象廳在天氣圖上移除該系統。

### 颱風納沙（Nesat）
PAGASA：Neneng
10月8日，一個熱帶擾動在關島以東生成，美國海軍研究實驗室給予擾動編號97W。
10月13日下午2時，日本氣象廳將其升格為熱帶低氣壓。
10月14日上午8時，台灣中央氣象局將其升格為熱帶性低氣壓，給予編號TD23。下午2時，聯合颱風警報中心將其評級提升為「高」，並發佈熱帶氣旋形成警報。晚間8時，日本氣象廳對其發布烈風警報。
10月15日凌晨2時，聯合颱風警報中心將其升格為熱帶低氣壓，給予熱帶氣旋編號23W。同時，香港天文台將其升格為熱帶低氣壓。下午2時，中國國家氣象局率先將其升格為熱帶風暴。同時，日本氣象廳將其升格為熱帶風暴，給予國際編號2220，並命名「納沙」；台灣中央氣象局將其升格為輕度颱風。下午5時，香港天文台將其升格為熱帶風暴。
10月16日凌晨3時50分左右，菲律賓大氣地球物理和天文服務管理局表示納沙於菲律賓卡加延河谷卡拉揚島附近登陸。上午5時，日本氣象廳率先將其升格為強烈熱帶風暴。上午7時，中央水文氣象預報中心升格為強烈熱帶風暴，上午8時，中國國家氣象局將其升格為強熱帶風暴。同時，香港天文台將其升格為強烈熱帶風暴，上午10時，泰國氣象局將其升格為強烈熱帶風暴。下午2時，中國國家氣象局、聯合颱風警報中心及香港天文台將其升格為颱風。晚間8時，台灣中央氣象局將其升格為中度颱風。
10月17日下午2時，日本氣象廳將其升格為颱風。晚間8時，中國國家氣象局將其升格為強颱風。
10月18日下午2時，中國國家氣象局將其降格為颱風。
10月19日凌晨2時，香港天文台和中國國家氣象局將其降格為強烈熱帶風暴。同時，台灣中央氣象局將其降格為輕度颱風。凌晨5時，香港天文台將其降格為熱帶風暴。上午8時，日本氣象廳將其降格為強烈熱帶風暴。同時，聯合颱風警報中心將其降格為熱帶風暴。下午2時，日本氣象廳將其降格為熱帶風暴。
10月20日上午7時，香港天文台將其降格為熱帶性低氣壓。下午2時，日本氣象廳將其降格為熱帶低氣壓。同時，台灣中央氣象局將其降格為熱帶低氣壓。晚上8時，日本氣象廳在天氣圖上移除該系統。香港天文台將其降格為低壓區。同時，台灣中央氣象局在天氣圖移除該系統。

### 熱帶風暴海棠（Haitang）
10月11日，一個熱帶擾動在南鳥島以北生成，美國海軍研究實驗室給予擾動編號91W。
10月18日上午8時，聯合颱風警報中心率先將其升格為熱帶低氣壓，給予熱帶氣旋編號24W。下午2時，日本氣象廳判定其已由溫帶氣旋轉化為熱帶風暴，給予國際編號2221，並命名為「海棠」。同時，台灣中央氣象局將其升格為輕度颱風。晚間8時，聯合颱風警報中心將其升格為熱帶風暴。
10月19日晚間8時，日本氣象廳表示海棠再次轉化為溫帶氣旋。

#### 事後調整
日本氣象廳在11月16日發表的事後報告中，將海棠的氣壓上調至1004百帕。
聯合颱風警報中心在2023年9月1日發布的最佳路徑中，將其巔峰上調至40節（每小時75公里），性質則是全部改為副熱帶風暴。

### 強烈熱帶風暴尼格（Nalgae）
PAGASA：Paeng
10月21日，一個熱帶擾動在關島以南生成，美國海軍研究實驗室給予擾動編號93W。
10月25日上午8時，聯合颱風警報中心將其評級為「中」。
10月26日上午8時，日本氣象廳將其升格為熱帶低氣壓並直接對其發布烈風警報。同時，台灣中央氣象局將其升格為熱帶性低氣壓，給予編號TD27。下午2時，聯合颱風警報中心將其評級為「高」，並對其發出熱帶氣旋形成警報。
10月27日上午8時，聯合颱風警報中心將其升格為熱帶低氣壓，給予熱帶氣旋編號26W。同時，日本氣象廳將其升格為熱帶風暴，給予國際編號2222，並命名「尼格」；台灣中央氣象局將其升格為輕度颱風，香港天文台將其升格為
熱帶低氣壓。上午11時，香港天文台將其升格為熱帶風暴。
10月28日凌晨2時，聯合颱風警報中心將其升格為熱帶風暴。晚間8時，中國國家氣象局率先將其升格為強烈熱帶風暴。同時，地球物理暨氣象局將其升格為強烈熱帶風暴。
10月29日凌晨1時10分左右，菲律賓大氣地球物理和天文服務管理局表示尼格於菲律賓卡坦端內斯省維拉克市附近登陸。凌晨1時40分左右，菲律賓大氣地球物理和天文服務管理局表示尼格於菲律賓南甘馬林省卡拉莫安市再次登陸。凌晨2時，日本氣象廳和香港天文台將其升格為強烈熱帶風暴。上午6時左右，菲律賓大氣地球物理和天文服務管理局表示尼格於菲律賓奎松省布埃納維斯塔市第三次登陸。上午8時40分左右，菲律賓大氣地球物理和天文服務管理局表示尼格於菲律賓馬林杜克省聖克魯斯市第四次登陸。下午1時40分左右，菲律賓大氣地球物理和天文服務管理局表示尼格於菲律賓奎松省薩里亞亞市第五次登陸。
10月30日下午2時，日本氣象廳將其降格為熱帶風暴。
10月31日上午8時，中國國家氣象局率先將其升格為颱風。同時，日本氣象廳再度將其升格強烈熱帶風暴。
11月2日上午8時，日本氣象廳再度將其降格為熱帶風暴。下午5時，香港天文台和澳門地球物理暨氣象局將其降格為熱帶風暴。
11月3日上午4時50分左右，中國國家氣象局表示尼格於廣東省珠海市香洲區沿海登陸。上午5時，香港天文台將其降格為熱帶低氣壓。上午8時，日本氣象廳將其降格為熱帶低氣壓，香港天文台將其降格為低壓區。
聯合颱風警報中心在2023年9月1日發布的最佳路徑中，將其巔峰上調至75節（每小時140公里）。

### 熱帶風暴榕樹（Banyan）
PAGASA：Queenie
10月26日，一個熱帶擾動在關島以南生成，美國海軍研究實驗室給予擾動編號94W。
10月29日凌晨2時，日本氣象廳將其升格為熱帶低氣壓。
10月31日凌晨2時，聯合颱風警報中心將其升格為熱帶低氣壓，給予熱帶氣旋編號27W。上午8時，台灣中央氣象局將其升格為熱帶性低氣壓，給予編號TD28。同時，聯合颱風警報中心率先將其升格為熱帶風暴。上午11時，香港天文台將其直接升格為熱帶風暴。中午12時，日本氣象廳將其直接升格為熱帶風暴，給予國際編號2223，並命名「榕樹」。下午2時，台灣中央氣象局將其升格為輕度颱風。
11月1日上午8時，日本氣象廳和香港天文台將其降格為熱帶低氣壓。下午8時，香港天文台將其降格為低壓區。

#### 事後調整
日本氣象廳在11月16日發表的事後報告中，將榕樹的巔峰風速上調至40節（每小時75公里）。
聯合颱風警報中心在2023年9月1日發布的最佳路徑中，將其巔峰上調至40節（每小時75公里）。

### 熱帶風暴山貓（Yamaneko）
11月11日，一個熱帶擾動在威克島以東生成，美國海軍研究實驗室給予擾動編號96W。
11月12日上午8時，日本氣象廳將其升格為熱帶低氣壓並直接對其發布烈風警報。同時，台灣中央氣象局將其升格為熱帶性低氣壓，給予編號TD29。晚間8時，聯合颱風警報中心將其升格為熱帶性低氣壓，給予熱帶氣旋編號28W。同時，日本氣象廳將其升格為熱帶風暴，給予國際編號2224，並命名「山貓」。台灣中央氣象局將其升格為輕度颱風。
11月13日凌晨2時，聯合颱風警報中心將其升格為熱帶風暴。
11月14日下午2時，日本氣象廳將其降格為熱帶低氣壓。
11月15日，日本氣象廳認為其已消散。
聯合颱風警報中心在2023年9月1日發布的最佳路徑中，將其巔峰上調至40節（每小時75公里）。

### 熱帶風暴帕卡（Pakhar）
PAGASA：Rosal
12月5日，一個熱帶擾動在帛琉東南方生成，美國海軍研究實驗室給予擾動編號92W。
12月9日下午2時，日本氣象廳將其升格為熱帶低氣壓。
12月10日上午8時，日本氣象廳對其發布烈風警報。同時，台灣中央氣象局將其升格為熱帶性低氣壓，給予編號TD30。晚上11時，香港天文台將其升格為熱帶低氣壓。
12月11日凌晨2時，聯合颱風警報中心將其升格為熱帶低氣壓，給予熱帶氣旋編號29W。晚間8時，日本氣象廳將其升格為熱帶風暴，給予國際編號2225，並命名「帕卡」。同時，台灣中央氣象局將其升格為輕度颱風；聯合颱風警報中心將其升格為熱帶風暴，香港天文台將其升格為熱帶風暴。12月12日晚上9時，香港天文台將其降格為熱帶低氣壓。
12月13日凌晨2時，日本氣象廳在天氣圖上移除該系統。

## 未被國際命名的熱帶氣旋

### 熱帶低氣壓01W
3月29日，一個熱帶擾動在菲律賓巴拉巴克島西北西方海域生成，美國海軍研究實驗室給予擾動編號93W。下午2時，聯合颱風警報中心將其評級提升為「中」。
3月30日凌晨2時，日本氣象廳將其升格為熱帶低氣壓。凌晨5時，聯合颱風警報中心將其評級提升為「高」，並對其發布熱帶氣旋形成警報。下午2時，台灣中央氣象局將其升格為熱帶性低氣壓，給予編號TD01。晚上8時，聯合颱風警報中心將其升格為熱帶性低氣壓，給予熱帶氣旋編號01W。晚上11時，聯合颱風警報中心對其發出最後警告。
3月31日晚上8時，日本氣象廳在天氣圖上移除該系統。
聯合颱風警報中心在2023年9月1日發布的最佳路徑中，將其巔峰上調至35節（每小時65公里）。

### 熱帶低氣壓
5月29日，一個熱帶擾動在帛琉南方海域生成，美國海軍研究實驗室給予擾動編號93W。
5月30日上午8時，日本氣象廳將其升格為熱帶低氣壓。
5月31日上午8時，日本氣象廳在天氣圖上移除該系統。
7月22日，一個熱帶擾動在馬里亞納群島西方海域生成，美國海軍研究實驗室給予擾動編號92W。
7月24日上午8時，日本氣象廳將其升格為熱帶低氣壓。同時，台灣中央氣象局將其升格為熱帶性低氣壓，給予編號TD06。下午2時，日本氣象廳對其發布烈風警報。
7月25日下午2時，日本氣象廳取消對其發布烈風警報。晚上8時，台灣中央氣象局將其降格為低壓區。
7月26日上午8時，日本氣象廳在天氣圖上移除該系統。

### 熱帶低氣壓08W
8月2日，一個熱帶擾動在菲律賓西北方海域生成，美國海軍研究實驗室給予擾動編號96W。同日，聯合颱風警報中心將其評級提升為「中」。
8月3日下午4時30分，聯合颱風警報中心將其評級提升為「高」，並對其發布熱帶氣旋形成警報。下午5時，中國國家氣象局及澳門地球物理暨氣象局率先將其升格為熱帶低氣壓。下午9時香港天文台將其升格為熱帶低氣壓。
8月4日凌晨2時，日本氣象廳將其升格為熱帶低氣壓。上午8時，聯合颱風警報中心將其升格為熱帶低氣壓，給予其熱帶氣旋編號08W。上午9時40分左右，中國國家氣象局表示該熱帶低壓於廣東省惠東縣沿海登陸，並減弱為低壓區。下午4時，聯合颱風警報中心對其發出最後警告。
8月5日上午8時，日本氣象廳在天氣圖上移除該系統。

### 熱帶低氣壓
8月14日，一個熱帶擾動在國際換日線以西海域生成，美國海軍研究實驗室給予擾動編號92W。晚間8時，日本氣象廳將其升格為熱帶低氣壓。
8月15日下午2時，日本氣象廳在天氣圖上移除該系統。
8月20日，一個熱帶擾動在南鳥島東北東方海域生成，美國海軍研究實驗室給予擾動編號97W。
8月22日下午2時，日本氣象廳將其升格為熱帶低氣壓。
8月23日凌晨2時，日本氣象廳在天氣圖上移除該系統。

### 熱帶低氣壓13W
PAGASA：Gardo
8月24日，一個熱帶擾動在阿格里漢島西方海域生成，美國海軍研究實驗室給予擾動編號98W。
8月30日上午8時，日本氣象廳將其升格為熱帶低氣壓。同時，聯合颱風警報中心將其評級提升為「中」。下午2時，日本氣象廳對其發布烈風警報。同時，台灣中央氣象局將其升格為熱帶性低氣壓，給予編號TD14。下午2時30分，聯合颱風警報中心將其評級提升為「高」，並對其發布熱帶氣旋形成警報。
8月31日凌晨2時，聯合颱風警報中心將其升格為熱帶低氣壓，給予熱帶氣旋編號13W。
9月1日上午8時，日本氣象廳表示熱帶低氣壓13W已經併入颱風軒嵐諾的環流。上午11時，聯合颱風警報中心對其發出最後警告。下午2時，日本氣象廳在天氣圖上移除該系統。

### 熱帶低氣壓
9月26日，一個熱帶擾動在日本東南方生成。凌晨2時，日本氣象廳將其升格為熱帶低氣壓。
9月27日凌晨2時，日本氣象廳在天氣圖上移除該系統。
PAGASA：Maymay
10月8日，一個熱帶擾動在菲律賓馬尼拉以東生成，美國海軍研究實驗室給予擾動編號98W。
10月11日上午8時，日本氣象廳將其升格為熱帶低氣壓。下午2時，聯合颱風警報中心將其評級提升為「高」，並對其發佈熱帶氣旋形成警報。
10月12日晚間8時，日本氣象廳認為其已併入桑卡的環流中。

### 熱帶低氣壓21W
10月11日，一個熱帶擾動在關島以東生成，美國海軍研究實驗室給予擾動編號99W。
10月12日晚間8時，聯合颱風警報中心率先將其升格為熱帶低氣壓，給予熱帶氣旋編號21W。
10月13日凌晨2時，日本氣象廳將其升格為熱帶低氣壓。
10月14日上午8時，聯合颱風警報中心率先將其升格為熱帶風暴。同時，日本氣象廳對其發布烈風警報；台灣中央氣象局將其升格為熱帶性低氣壓，給予編號TD24。晚間8時，日本氣象廳對其取消烈風警報。
10月15日凌晨2時，日本氣象廳認為其已併入海棠的環流中。

### 熱帶低氣壓25W
PAGASA：Obet
10月17日，一個熱帶擾動在呂宋島以東生成，美國海軍研究實驗室給予擾動編號92W。
10月18日晚間8時，日本氣象廳將其升格為熱帶低氣壓。
10月19日下午2時，聯合颱風警報中心評級為「中」。晚間8時，聯合颱風警報中心評級為「高」。
10月20日凌晨2時，聯合颱風警報中心將其升格為熱帶低氣壓，給予熱帶氣旋編號25W。上午8時，香港天文台將其升格為熱帶低氣壓。下午2時，台灣中央氣象局將其升格為熱帶性低氣壓，給予編號TD26。
10月22日晚間8時，台灣中央氣象局將其降格為低壓區。晚間9時，聯合颱風警報中心對其發出最後警告。
10月23日下午2時，香港天文台將其降格為低壓區。
10月24日凌晨2時，日本氣象廳在天氣圖上移除該系統。

## 熱帶氣旋名單

### 國際名稱
熱帶氣旋一旦在西太平洋達到熱帶風暴強度，就會由颱風委員會命名。用來命名的這些名稱是由14個成員國或地區各提供10個，然後以各國英語名稱的首字母排序。藍色體字表示今年已經使用過，粗體名稱則表示該風暴活躍中，未使用之名字則以灰色字體表示，橙色表示下一個將會使用的名稱。 2022年的風暴名稱可能會與2004年、2005年、2010年、2011年、2012年、2016年及2017年的部分風暴名稱相同。
| 提供國家／地區 | 名稱   | 名稱   | 名稱   | 名稱        | 名稱        |
| -------------- | ------ | ------ | ------ | ----------- | ----------- |
| 柬埔寨         | 達維   | 康妮   | 娜基莉 | 科羅旺      | 翠絲 2206   |
| 中國大陸       | 海葵   | 銀杏   | 風神   | 杜鵑        | 木蘭 2207   |
| 北韓           | 鴻雁   | 桃芝   | 海鷗   | 舒力基      | 米雷 2208   |
| 香港           | 鴛鴦   | 萬宜   | 鳳凰   | 彩雲        | 馬鞍 2209   |
| 日本           | 小犬   | 天兔   | 天琴   | 小熊        | 蝎虎 2210   |
| 老撾           | 布拉萬 | 帕布   | 洛鞍   | 薔琵        | 軒嵐諾 2211 |
| 澳門           | 三巴   | 蝴蝶   | 西望洋 | 煙花        | 梅花 2212   |
| 馬來西亞       | 杰拉華 | 聖帕   | 鸚鵡   | 查帕卡      | 苗柏 2213   |
| 密克羅尼西亞   | 艾雲尼 | 木恩   | 森拉克 | 尼伯特      | 南瑪都 2214 |
| 菲律賓         | 馬力斯 | 丹娜絲 | 黑格比 | 盧碧        | 塔拉斯 2215 |
| 南韓           | 格美   | 百合   | 薔薇   | 銀河        | 奧鹿 2216   |
| 泰國           | 派比安 | 韋帕   | 米克拉 | 妮妲        | 玫瑰 2217   |
| 美國           | 瑪莉亞 | 范斯高 | 海高斯 | 奧麥斯      | 洛克 2218   |
| 越南           | 山神   | 竹節草 | 巴威   | 浮蓮        | 桑卡 2219   |
| 柬埔寨         | 安比   | 羅莎   | 美莎克 | 燦都        | 納沙 2220   |
| 中國大陸       | 悟空   | 白鹿   | 海神   | 電母        | 海棠 2221   |
| 北韓           | 雲雀   | 楊柳   | 紅霞   | 蒲公英      | 尼格 2222   |
| 香港           | 珊珊   | 玲玲   | 白海豚 | 狮子山      | 榕樹 2223   |
| 日本           | 摩羯   | 劍魚   | 鯨魚   | 道璣        | 山貓 2224   |
| 老撾           | 麗琵   | 藍湖   | 燦鴻   | 南川        | 帕卡 2225   |
| 澳門           | 貝碧嘉 | 琵琶   | 琵鷺   | 瑪瑙        | 珊瑚        |
| 馬來西亞       | 普拉桑 | 塔巴   | 浪卡   | 妮亞圖      | 瑪娃        |
| 密克羅尼西亞   | 蘇力   | 米娜   | 沙德爾 | 沙布爾      | 古超        |
| 菲律賓         | 西馬侖 | 樺加沙 | 紫檀   | 馬勒卡 2201 | 泰利        |
| 南韓           | 飛燕   | 浣熊   | 簡拉維 | 鮎魚 2202   | 杜蘇芮      |
| 泰國           | 山陀兒 | 博羅依 | 艾莎尼 | 暹芭 2203   | 卡努        |
| 美國           | 百里嘉 | 麥德姆 | 艾濤   | 艾利 2204   | 蘭恩        |
| 越南           | 潭美   | 夏浪   | 班朗   | 桑達 2205   | 蘇拉        |

### 菲律賓名稱
菲律賓大氣地球物理和天文服務管理局對責任區域內的熱帶氣旋使用獨立的命名方法，所有在其責任海域形成，或是進入其責任海域，或是有可能進入其責任海域的熱帶低氣壓都會獲得名稱，命名名稱每4年完成一次輪換，只有退役的名稱會予以替換，並且還準備有輔助名單，以便在名稱全部用完時替補。以下列出2023年的風暴名單，未經啟用的名稱以灰色表示，括弧內則是風暴的國際名稱：
| Agaton（鮎魚）  | Basyang（馬勒卡） | Caloy（暹芭）   | Domeng（艾利） | Ester（翠絲）   |
| Florita（馬鞍） | Gardo（13W）      | Henry（軒嵐諾） | Inday（梅花）  | Josie（南瑪都） |
| Karding（奧鹿） | Luis（洛克）      | Maymay          | Neneng（納沙） | Obet（25W）     |
| Paeng（尼格）   | Queenie（榕樹）   | Rosal（帕卡）   | Samuel（未用） | Tomas（未用）   |
| Umberto（未用） | Venus（未用）     | Waldo（未用）   | Yayang（未用） | Zeny（未用）    |
| 替補名單        |                   |                 |                |                 |
| Agila（未用）   | Bagwis（未用）    | Chito（未用）   | Diego（未用）  | Elena（未用）   |
| Felino（未用）  | Gunding（未用）   | Harriet（未用） | Indang（未用） | Jessa（未用）   |

## 季節影響
此列表列出了所有在2022年西太平洋曾經活躍的熱帶氣旋。包括該熱帶氣旋的強度，持續時間，名稱，及造成的傷亡和破壞。所有破壞都以美元作為單位。括號中的是指間接導致的死亡（如交通意外，或滑坡等等）。
| 風暴名稱     | 持續日期           | 最高強度     | 持續風速      | 氣壓         | 影響地區                                                                                                   | 損失 （美元） | 死亡人數 | 來源          |
| ------------ | ------------------ | ------------ | ------------- | ------------ | --- | ------------- | -------- | ------------- |
| 01W          | 3月30日－3月31日   | 熱帶低氣壓   | 每小時45公里  | 1006百帕斯卡 | 南沙群島、越南                                                                                             | 無            | 6        |               |
| 馬勒卡       | 4月6日－4月16日    | 強烈颱風     | 每小時165公里 | 945百帕斯卡  | 加羅林群島、日本（小笠原群島）                                                                             | 無            | 0        |               |
| 鮎魚         | 4月9日－4月13日    | 熱帶風暴     | 每小時75公里  | 996百帕斯卡  | 菲律賓 | $2億          | 214      | [ 14 ] [ 15 ] |
| 無名         | 5月30日－5月31日   | 熱帶低氣壓   | 每小時45公里  | 1006百帕斯卡 | 菲律賓 | 無            | 0        |               |
| 暹芭         | 6月28日－7月8日    | 颱風         | 每小時130公里 | 965百帕斯卡  | 菲律賓、香港、澳門、中國大陸（廣東、海南、廣西、湖南、江西、湖北、山東、遼寧、福建）、北韓、日本           | $4.64億       | 12       | [ 16 ]        |
| 艾利         | 6月30日－7月5日    | 熱帶風暴     | 每小時85公里  | 994百帕斯卡  | 日本 | 無            | 0        |               |
| 無名         | 7月24日－7月26日   | 熱帶低氣壓   | 每小時55公里  | 1006百帕斯卡 | 無 | 無            | 0        |               |
| 桑達         | 7月26日－8月1日    | 熱帶風暴     | 每小時75公里  | 996百帕斯卡  | 日本、南韓                                                                                                 | 無            | 0        |               |
| 翠絲         | 7月29日－8月2日    | 熱帶風暴     | 每小時65公里  | 998百帕斯卡  | 日本（琉球群島）、南韓、北韓                                                                               | 無            | 0        |               |
| 08W          | 8月4日－8月5日     | 熱帶低氣壓   | 每小時45公里  | 1002百帕斯卡 | 中國大陸（廣東）、香港、澳門                                                                               | 無            | 0        |               |
| 木蘭         | 8月8日－8月11日    | 熱帶風暴     | 每小時65公里  | 994百帕斯卡  | 中國大陸（海南、廣東）、香港、澳門、越南                                                                   | $62.6萬       | 7        |               |
| 米雷         | 8月10日－8月14日   | 熱帶風暴     | 每小時75公里  | 996百帕斯卡  | 日本 | 無            | 0        |               |
| 無名         | 8月14日－8月15日   | 熱帶低氣壓   | 每小時45公里  | 1012百帕斯卡 | 無 | 無            | 0        |               |
| 馬鞍         | 8月21日－8月26日   | 強烈熱帶風暴 | 每小時100公里 | 985百帕斯卡  | 菲律賓、香港、澳門、中國大陸（廣東、海南、廣西）、越南                                                     | $4620萬       | 7        |               |
| 蝎虎         | 8月21日－8月26日   | 颱風         | 每小時140公里 | 970百帕斯卡  | 美國（阿拉斯加）                                                                                           | 無            | 0        |               |
| 無名         | 8月22日－8月23日   | 熱帶低氣壓   | 每小時55公里  | 1008百帕斯卡 | 無 | 無            | 0        |               |
| 軒嵐諾       | 8月28日－9月6日    | 猛烈颱風     | 每小時195公里 | 920百帕斯卡  | 日本（小笠原群島、琉球群島）、臺灣、菲律賓（巴丹群島、巴布延群島）、中國大陸（浙江）、韓國、俄羅斯遠東地區 | $12.1億       | 12       |               |
| 13W          | 8月30日－9月1日    | 熱帶低氣壓   | 每小時55公里  | 998百帕斯卡  | 無 | 無            | 0        |               |
| 梅花         | 9月5日－9月16日    | 強烈颱風     | 每小時155公里 | 950百帕斯卡  | 臺灣、日本（八重山群島）、中國大陸（浙江、上海、江蘇、安徽、山東、遼寧）                                   | $4.37億       | 3        |               |
| 苗柏         | 9月9日－9月15日    | 颱風         | 每小時130公里 | 965百帕斯卡  | 美國（阿拉斯加）、俄羅斯遠東地區（楚科奇自治區）                                                           | 無            | 0        |               |
| 南瑪都       | 9月9日-9月20日     | 猛烈颱風     | 每小時195公里 | 910百帕斯卡  | 日本、韓國                                                                                                 | $12億         | 4        |               |
| 塔拉斯       | 9月21日－9月24日   | 熱帶風暴     | 每小時65公里  | 1000百帕斯卡 | 日本 | 未知          | 3        |               |
| 奧鹿         | 9月21日－9月29日   | 強烈颱風     | 每小時175公里 | 940百帕斯卡  | 菲律賓、中國大陸（廣東、海南）、越南、老撾、柬埔寨、泰國、緬甸                                             | $1.1億        | 40       |               |
| 玫瑰         | 9月25日－9月29日   | 強烈熱帶風暴 | 每小時110公里 | 965百帕斯卡  | 無 | 無            | 0        |               |
| 無名         | 9月26日－9月27日   | 熱帶低氣壓   | 每小時45公里  | 1012百帕斯卡 | 無 | 無            | 0        |               |
| 洛克         | 9月28日－10月2日   | 颱風         | 每小時130公里 | 975百帕斯卡  | 無 | 無            | 0        |               |
| 無名         | 10月11日－10月12日 | 熱帶低氣壓   | 每小時45公里  | 1002百帕斯卡 | 菲律賓 | $916萬        | 2        |               |
| 21W          | 10月13日－10月15日 | 熱帶低氣壓   | 每小時55公里  | 1004百帕斯卡 | 無 | 無            | 0        |               |
| 桑卡         | 10月13日－10月15日 | 熱帶風暴     | 每小時65公里  | 998百帕斯卡  | 越南 | $7340萬       | 10       |               |
| 納沙         | 10月13日－10月20日 | 颱風         | 每小時140公里 | 965百帕斯卡  | 菲律賓、臺灣、澳門、中國大陸（廣東、海南） 、 香港                                                         | $815萬        | 0        |               |
| 海棠         | 10月18日－10月19日 | 熱帶風暴     | 每小時65公里  | 1004百帕斯卡 | 無 | 無            | 0        |               |
| 25W          | 10月18日－10月24日 | 熱帶低氣壓   | 每小時55公里  | 1000百帕斯卡 | 臺灣、菲律賓、中國大陸                                                                                     | 無            | 2        |               |
| 尼格         | 10月26日－11月3日  | 強烈熱帶風暴 | 每小時110公里 | 975百帕斯卡  | 菲律賓、台灣、香港、澳門、中國大陸（廣東、福建、海南）、越南                                               | $2.37億       | 160      |               |
| 榕樹         | 10月29日－11月1日  | 熱帶風暴     | 每小時75公里  | 1002百帕斯卡 | 無 | 無            | 0        |               |
| 山貓         | 11月12日－11月15日 | 熱帶風暴     | 每小時65公里  | 1004百帕斯卡 | 無 | 無            | 0        |               |
| 帕卡         | 12月9日－12月13日  | 熱帶風暴     | 每小時75公里  | 998百帕斯卡  | 菲律賓、日本（琉球群島、小笠原群島）                                                                       | 無            | 8        |               |
| 季節總結     |                    |              |               |              | |               |          |               |
| 36個熱帶氣旋 | 3月30日－12月13日  |              | 每小時220公里 | 910百帕斯卡  | | 40億          | 490      |               |

## 外部連結
- （日語）日本氣象廳首頁 （页面存档备份，存于）
- （英文）美國聯合颱風警報中心首頁 （页面存档备份，存于）
- 大韓民國氣象廳首頁 （页面存档备份，存于）
- （繁體中文）台灣交通部中央氣象局首頁 （页面存档备份，存于）
- （简体中文）中國國家氣象中心首頁 （页面存档备份，存于）
- （简体中文）中國國家氣象中心-颱風實時路徑顯示 （页面存档备份，存于）
- （繁體中文）香港天文台首頁 （页面存档备份，存于）
- （繁體中文）澳門地球物理暨氣象局首頁 （页面存档备份，存于）
- （英文）菲律賓大氣地球物理和天文服務管理局首頁（页面存档备份，存于）
- （越南文）越南中央水文氣象預報中心首頁 （页面存档备份，存于）
- （泰文）泰國地球物理暨氣象部門首頁 （页面存档备份，存于）
- 熱帶氣旋衛星影像 （页面存档备份，存于）
- （日語）數位颱風—熱帶氣旋資料及圖片 （页面存档备份，存于）
（英文）數位颱風—熱帶氣旋資料及圖片 （页面存档备份，存于）
- ACE （页面存档备份，存于）
- （英文）颱風2000:數值預報預測路徑集合 （页面存档备份，存于）